# Мора (фрегезия)
Мора (порт.  Mora) - фрегезия (район) в муниципалитете Мора (Эвора) округа Эвора в Португалии. Территория – 127,59 км². Население   – 2 819 жителей. Плотность населения – 22,1 чел/км².